# Бійцівський клуб (фільм)
«Бійці́вський клуб» (англ. Fight Club) — культовий американський художній фільм 1999 року. Це адаптація однойменного роману Чака Поланіка, опублікованого в 1996 році. Ідея проєкту належала продюсеру Лорі Зіскін, яка залучила до нього сценариста Джима Ульса і режисера Девіда Фінчера. Головні ролі в картині виконали актори Бред Пітт, Едвард Нортон і Гелена Бонем Картер.
За словами режисера, жанр фільму можна визначати як «чорна комедія» з елементами соціальної сатири (фільм неодноразово порівнювався з такими класичними стрічками як «Випускник» і «Бунтівник без причини»). Тема фільму сильно нагадує класичний твір Роберта Луїса Стівенсона «Химерна історія доктора Джекіла і містера Гайда» (англ. Strange Case of Dr Jekyll and Mr Hyde). Основна тема фільму, згідно зі задумом авторів, полягає в конфлікті молодого покоління і системи цінностей споживацького суспільства, втіленому в метафорі фізичного насильства. Безіменний головний герой картини (Едвард Нортон) є звичайним пересічним обивателем, який разом зі своїм приятелем Тайлером Дерденом (Бред Пітт) організовує підпільний бійцівський клуб, щоб втілити власні погляди на правильний устрій суспільства.
Після виходу «Бійцівський клуб» зазнав комерційного провалу у США, але досяг кращих доходів на міжнародному рівні. З комерційної точки зору фільм не виправдав покладених на нього сподівань, однак комерційний успіх прийшов, коли фільм вийшов на DVD. Відтоді він вважається культовим. Він отримав дуже неоднозначних відгуків у пресі і залишився одним із найбільш суперечливих фільмів 1990-х років. Коли фільм досяг комерційного успіху і набув статусу «культового», це спричинило відкриття численних реальних «бійцівських клубів».
Станом на 1 березня 2024 року займає 13-ту позицію у списку 250 найкращих фільмів за версією IMDb.

## Сюжет
Фільм починається зі стрибка вперед, де головний герой тримає в роті пістолет і чий голос глядачі фільму чують у внутрішньому монолозі. Персонаж згадує, як він опинився в такому становищі.
Оповідач (Едвард Нортон) працює лінійним службовцем компанії-виробника автомобілів, обов'язками якого є оцінка вартості відкликання партій продукції у випадку аварій. Унаслідок постійного стресу на роботі та частого пересування між часовими поясами, герой страждає на хронічне безсоння, через що звертається до лікаря, який рекомендує йому відвідувати групу психологічної підтримки для осіб, що перенесли хірургічне лікування раку яєчок — це має допомогти йому зрозуміти, чим є справжні страждання. Відвідування групи справляє позитивний вплив на Оповідача: він має можливість плакати, не соромлячись, і це катарсичне переживання допомагає йому позбутися безсоння. Згодом, удаючи хворого, він записується до інших груп підтримки, доки не стикається з жінкою на ім'я Марла Сінґер (Гелена Бонем Картер), яка живе завдяки продажу краденого одягу, а в групи підтримки ходить заради безкоштовної кави. Оповідач швидко визначає, що Марла насправді здорова і її зухвала поведінка дратує героя. Після кількох зустрічей з нею він припиняє відвідувати групи, до нього повертається безсоння.
У літаку, повертаючись із відрядження, Оповідач знайомиться з Тайлером Дерденом (Бред Пітт), який торгує власноруч виготовленим милом. Повернувшись додому, Оповідач знаходить свою квартиру знищеною вибухом газу (як виявиться пізніше, Оповідач сам влаштував вибух, щоб вирватися із консумерського світу і стати сквотером). Зателефонувавши Тайлеру, він зустрічається з ним у барі. Тайлер дозволяє Оповідачеві жити в нього, але раптом просить, щоби той його вдарив. Оповідач погоджується, і між героями стається перша бійка на вулиці перед баром. Оповідач переїжджає до напівзруйнованого будинку, в якому мешкає Тайлер. Згодом вони повертаються до бару і влаштовують ще одну бійку на автостоянці, що приваблює натовп людей. Залучивши охочих глядачів, приятелі влаштовують «бійцівський клуб» у підвалі бару. Хоча перше правило клубу забороняє розповідати про нього, багато хто не слухаються і клуб зростає.
Незабаром у країні за допомоги Тайлера відкриваються інші численні бійцівські клуби, в яких чоловіки, що вважають себе обділеними, можуть відчути себе героями. Для цього він наказує спершу провокувати перехожих на бійки та піддаватися в них, щоб дати жертвам відчуття сили. Оповідач поступово розкриває аморальну закулісу життя Талера, його блюзнірські витівки, в яких той вбачає боротьбу з суспільством, одержимим матеріальними благами. Наприклад, той вставляє у кіноплівки дитячих фільмів кадри з пенісом, або мочиться на їжу в ресторані. Також виявляється, що мило Тайлер варить з людського жиру, викраденого в клініці для ліпосакції.
Марла телефонує Оповідачеві та розповідає, що вирішила накласти на себе руки. Оповідач вирішує не рятувати її, проте Тайлер підслуховує розмову. Він рятує Марлу від передозування заспокійливим і між ними виникає сексуальний зв'язок. Утім, з невідомої причини, Тайлер просить Оповідача ніколи не згадувати його у розмовах із Марлою. Оповідач після чергової ночі, яку Тайлер провів з Марлою, виганяє жінку з будинку.
Тим часом, під проводом Тайлера мережа бійцівських клубів перетворюється на секретну організацію «Проєкт „Розгром“», яка чинить у місті акти вандалізму, спрямовані проти панівного класу суспільства. Оповідач відходить від діяльності «Проєкту». Після сварки з ним Тайлер зникає безвісти, а згодом, коли один з учасників проєкту гине, Оповідач намагається згорнути руйнівну активність. Вистежуючи сліди Тайлера, герой подорожує країною і з'ясовує, що бійцівські клуби функціонують у всіх містах. Раптом один із членів клубу впізнає в ньому Тайлера Дердена. Після телефонної розмови з Марлою Оповідач починає розуміти, що Тайлер насправді є частиною його власної роздвоєної особистості. З'явившись перед Оповідачем, Тайлер пояснює, що контролює його дії, коли той спить. Тайлер — це той, ким Оповідач хотів бути, — ні від кого не залежною, цинічною людиною.
Отямившись після втрати свідомості, Оповідач дізнається, що за цей час Тайлер зателефонував кільком людям, ініціювавши реалізацію плану, метою якого є влаштування серії вибухів у діловій частині міста, що має спричинити крах фінансових мереж. Оповідач намагається попередити про це Марлу, розповісти про своє роздвоєння особистості, але вона не вірить йому. Після невдалої спроби звернутися до поліції (серед офіцерів якої є чимало членів «Проєкту „Розгром“») Оповідач намагається власноруч знешкодити вибухові пристрої у підвалі одного з будинків. Тайлер нападає на нього і піднімається разом із ним на один із верхніх поверхів будинку, щоби мати змогу бачити руйнацію хмарочосів. Оповідач, на якого Тайлер націлив пістолет, розуміє, що тримає на мушці самого себе. Він стріляє собі в рот, проте залишається живим. Ілюзорний Тайлер падає на підлогу з отвором від кулі на потилиці. Невдовзі з'являються члени «Проєкту», які захопили в полон Марлу, і залишають її з Оповідачем сам на сам. У цей час вибухові пристрої спрацьовують, і герої, тримаючись за руки, спостерігають з вікна зруйнування фінансового центру міста. В останніх кадрах на мить з'являється зображення пеніса, яке Тайлер вставляв у фільми. 

## У ролях
| Актор               | Роль                 |
| ------------------- | -------------------- |
| Едвард Нортон       | оповідач             |
| Бред Пітт           | Тайлер Дерден        |
| Гелена Бонем Картер | Марла Сінґер         |
| Міт Лоуф            | Роберт «Боб» Полсон  |
| Джаред Лето         | «Янгольське обличчя» |
| Зак Греньє          | бос Річард Кеслер    |
| Єйон Бейлі          | Ріккі                |
| Девід Лі Сміт       | Волтер               |
| Голт Маккелені      | механік              |

## Українська Версія
- Фільм було озвучено студією DniproFilm у 2024 році

Ролі озвучували:
- Павло Скороходько — Тайлер Дерден
- Андрій Твердак — Тайлер Дерден
- Наталя Романько — Марла Сінґер

А також: Олександр Шевчук, Євген Пашин, Катерина Брайковська та Дмитро Терещук

## Виробництво

### Виникнення та розробка задуму
1996 року літературний консультант «20th Century Fox» запропонував на розгляд адміністрації компанії на той момент іще не виданий роман Чака Поланіка «Бійцівський клуб». Після того як кілька продюсерів відхилили проєкт, Джош Донен і Росс Белл влаштували неоплачувану сесію читання роману акторами. Запис читання надіслали Лорі Зіскін, яка, прослухавши його, негайно придбала права на екранізацію книги за 10 000 доларів.
До написання сценарію Зіскін спочатку планувала залучити Бака Генрі, у минулому — автора сценарію фільму «Випускник», який за тематикою багато в чому подібний до «Бійцівського клубу». Утім, завдяки сприянню Донена і Белла, сценарій доручили Джиму Ульсу. Із чотирьох кандидатур режисера (Пітера Джексона, Браяна Сінґера, Денні Бойла і Девіда Фінчера) обрали останнього, який був знайомий з книгою і навіть мав намір самостійно придбати права на її екранізацію.

### Вибір акторів
На роль Тайлера Дердена продюсери фільму Россом Беллом і Артом Лінденом запропонували Рассела Кроу й Бреда Пітта (вибір зупинився на останньому, як на відомій зірці, участь якої мала би сприяти комерційному успіхові фільму). Кандидатами на роль безіменного Оповідача виступили Метт Деймон, Шон Пенн і Едвард Нортон, якому запропонували гонорар у 2,5 мільйони доларів, з метою «переманити» з інших, запропонованих йому на той час проєктів.
На роль Марли Сінґер претендували Кортні Лав, Вайнона Райдер і Різ Візерспун, але зрештою обрали кандидатуру Гелени Бонем Картер.
У процесі роботи над образами Нортон і Пітт брали уроки боксу і таеквондо, а також вивчали майстерність миловаріння. Бреду Пітту за його власним бажанням хірургічно видалили фрагменти передніх зубів (які після знімання відновили).

### Робота над сценарієм
Перший варіант сценарію, написаний Джимом Ульсом, не містив у собі наскрізної закадрової оповіді, оскільки таке рішення здавалося сценаристові «банальним і заяложеним». Коли до проєкту приєднався Девід Фінчер, режисер наполіг на введенні цього елементу, вважаючи, що він має стати ключовим джерелом гумору фільму. Спільна робота режисера і сценариста над сценарієм тривала близько півроку. Бреду Пітту, коли той з'явився в команді, образ Тайлера здався дещо «одновимірним», тому автори, за допомогою консультацій Камерона Кроу, внесли до сценарію зміни, що зробили персонажа більш «опуклим» і неоднозначним. Остаточний (п'ятий за ліком) варіант сценарію був готовий за рік після початку роботи (Пітт і Нортон також брали участь у роботі). У фільмі ім'я Оповідача не називається, проте у сценарії він позначений як «Джек». Фальшиві імена, які Оповідач використовує у групах підтримки, запозичені з «Планети мавп» і персонажів Роберта де Ніро у фільмах 1970-х років.
Автор роману-основи Чак Поланік схвально поставився до екранізації, особливо оцінивши динамічність сюжету, якої бракувало книзі. Утім, Поланікові не сподобалося те, що режисер навмисне спотворив рецепт виготовлення напалму. У фільмі також збережені певні гомоеротичні мотиви роману.
Кінцівка фільму також відрізняється від кінцівки роману, в якому Оповідач потрапляє у психіатричну лікарню. За словами режисера, «він бажав би, щоби глядачі полюбили Тайлера, і водночас змирилися з його поразкою».

### Знімання
У процесі знімання бюджет фільму зріс від початкової цифри 50 мільйонів доларів до 67. Знімання тривало 138 днів, протягом яких було відзнято 1500 бобін плівки (втричі більше ніж для пересічного голлівудського фільму). Знімання відбувалося у Лос-Анджелесі та його околицях, а також у студійних умовах. Художник картини Алекс Мак-Давелл збудував понад 70-ти декорацій. Фасад будинку Тайлера Дердена на Пейпер-стріт створили у місті Сан-Педро (штат Каліфорнія), натомість інтер'єр будинку, напівзруйнований вигляд якого мав символізувати деконструкцію світу персонажів фільму, знімався у студії. Сцени бійок у фільмі були ретельно продумані та зрежисовані. Для підсилення ефекту художник-гример Джулі Пірс спеціально переглядала записи боїв без правил і підпільного боксу.
«Бійцівський клуб» знімався у форматі «Super 35», який дав режисерові максимум свободи у створенні комбінованих кадрів. Головним оператором фільму виступив Джеф Кроненвет, з яким Фінчер вже мав досвід співпраці у стрічці "Чужий 3" (1992). Фінчер і Кроненвет широко використовували та розробляли елементи візуального стилю, експериментувати з якими Фінчер почав у більш ранніх картинах «Сім» і «Гра». Сцени з Оповідачем, де не був присутній Тайлер Дерден, мали виразно реалістичний, «буденний» характер, тим часом як для сцен із Тайлером режисер обрав хисткіший, нереальний стиль зображення як візуальну метафору деконструкції світу головного героя. У костюмах, гримі, декораціях переважали неяскраві, бляклі кольори; максимально використовувалося природне і побутове освітлення. Більшість сцен відзняли вночі, денне знімання проводили переважно в затінених місцях. Перша сцена зборів бійцівського клубу в підвалі таверни Лу знімалася у світлі дешевих робочих ламп, що дозволило створити ефект мерехтіння тла. Знімаючи бійки режисер навмисно уникав складних рухів камери, віддаючи перевагу її статичному положенню і простому пересуванню з дальнього на ближній план, щоби надати сцені більш «об'єктивного» вигляду.
Мізансцени з участю Тайлера Дердена побудовано так, щоби якомога ретельніше приховати несподіваний поворот сюжету у фіналі картини. Персонаж жодного разу не з'являється у кадрі з групою інших людей на іншому плані й у сценах діалогів «через плече». Дердена також показано у вигляді одиничних кадрів ще до сцени зустрічі з Оповідачем. Стосовно цих «25-х кадрів» Фінчер пояснює: «герой створює Тайлера у своїй уяві, тому до цього моменту він існує лише на периферії його свідомості».
Початкові кадри фільму, на тлі яких показуються титри, являють собою моделювання процесу розповсюдження імпульсу страху в мозку Оповідача. Для виконання цієї сцени запросили лауреата премії «Оскар» в номінації «Найкращі візуальні ефекти» Кевіна Мека і художника-ілюстратора медичних видань Кетрін Джонс. Для створення іншої сцени, у якій камера швидко пересувається вулицями міста, показуючи заряджені вибухові пристрої в підвалах будівель, використано тривимірні моделі, побудовані на основі близько 100 світлин Лос-Анджелеса, зроблених фотографом Майклом Дугласом Мідлтоном. Над створенням фінальної сцени зруйнування хмарочосів фахівці зі спецефектів працювали більше року.

### Музика
Спочатку режисер планував запросити до написання музики до фільму гурт Radiohead, але згодом передав замовлення продюсерському дуетові Dust Brothers, які створили музичний супровід у постмодерному дусі, насичений барабанними петлями, електронними шумами і обробленими комп'ютером семплами. Все це відповідало намірам Фінчера створити нестандартний, новаторський фільм. Кульмінаційний і кінцевий титри включають пісню «Where Is My Mind?» від Pixies.

## Тематика
Оповідач постає жертвою капіталізму, він не в змозі налагодити щирі людські стосунки, тому замість цього наповнює своє життя непотрібними речами. Його пошуки близькості в групах підтримки так само хибні, як і наповнення свого будинку меблями. Відмовившись від однієї залежності, він піддається іншій. У присутності біля людей, яким ще гірше, Оповідач почувається добре, він опиняється в своєму відокремленому світі, де всім задоволений. Зустрівши Марлу, він прагне ізолюватися від неї, як і вона від нього, хоча обоє розуміють свою схожість і взаємний потяг.
Тайлер на противагу уособлює «свободу» від сучасного світу. Він ні від чого не залежний, працює на випадкових роботах, які дозволяють йому влаштовувати пустощі. Він гротескно привабливий і вабить глядачів своєю філософією. Тайлер попри те так само відчужений від світу, як і Оповідач. Єдине справжнє, що є в його житті, Марлу, він теж відкидає. Світогляд Тайлера незрілий; усе, що він робить, здійснюється задля егоїстичного самовдоволення, яке Тайлер критикує в інших, не помічаючи його в собі.
Марла представляє фатальну жінку, її поява стає каталізатором входження Оповідача в злочинний світ. Чоловік-антагоніст з'являється як пряма відповідь на «вторгнення» цього об'єкта бажання Оповідача.

## Реакція

### Критика
На агрегаторі кінорецензій «Rotten Tomatoes» фільм «Бійцівський клуб» зібрав середнє схвалення критиків на рівні 79 % і від пересічних глядачів 96 %.
Роджер Еберт писав, що «Жоден із членів Бійцівського клубу не стає сильнішим чи вільнішим завдяки своєму членству; вони зведені до жалюгідних культистів». Тому фільм не закликає до наслідування Тайлера, а радше застерігає від цього. «Бійцівський клуб» не дає відповіді на питання, чи втілює Тайлер приховані аспекти чоловічої психіки, а використовує це питання для розвитку дії. Через те фільми «Механічний апельсин» (1971) або «Гра» (1997), які теж досліджують природу насильства, глибші.
Метт Голдбергі у Collider підсумував, що «„Бійцівський клуб“ пропонує не відповіді на проблеми світу, а критику. Це не свято безцільних чоловіків, а скоріше те, що сучасний світ перетворив усе на товар до такої міри, що токсична маскулінність стає власним брендом». Фільм легко сприймати як заклик до бунту й насильства, та насправді він про те, що віддаленість від емоцій та здорових способів їх вираження робить чоловіків слабкими.
На думку Патріка МакҐавіна з газети «The Hollywood Reporter», «„Бійцівський клуб“ — фізично дуже красивий фільм, але він насильницький і невблаганний. Операторська робота Джеффа Кроненвета, ймовірно, найпохмуріша з тих, що коли-небудь створювалися у великому голлівудському фільмі. За відсутності природного освітлення фільм розгортається в низці підземних інтер'єрів і освітлених чорним освітленням екстер'єрів, які стають такими ж задушливими, як і фільм».
Американський професор ґендерних досліджень Янс Вагер стверджував, що «Бійцівський клуб» виглядає, як неонуар. Йому притаманні такі нуарні характеристики, як: світлошкірі головні герої; протагоніст, який коментує події за кадром; еротичний трикутник героя з чоловіком-антагоністом і жінкою його бажання; сюжет розгортається в міському, зруйнованому, кримінальному середовищі. Проте ґендерні ролі тут протилежні класичним нуарним. У неонуарі вони дозволяють героям виживати, процвітати та вчиняти або розкривати злочини. Натомість у «Бійцівському клубі» ситуація протилежна.
Генрі Жиру та Імре Шеман вважали Тайлера Дердена невдалою іконою революції, чия публічна привабливість пояснюється більше його культовою особистістю, ніж будь-якими «сильними сторонами артикульованого, демократичного поняття політичної реформи». Дерден діє замість того, щоб думати, і тому не може уявити собі демократичні рухи. Він характеризувався критиками як «пережиток фашизму початку двадцятого століття». Тоді як Оповідач представляє кризу капіталізму як кризу маскулінності, Тайлер Дерден представляє «викуплення маскулінності, переупакованого як обіцянку насильства в інтересах соціальної та політичної анархії».

### Нагороди
«Бійцівський клуб» номінувався на премію «Оскар» за 1999 рік в категорії «Найкраща звукорежисура» (нагороду отримав фільм «Матриця»). Акторка Гелена Бонем Картер 2000 року здобула нагороду «Sony Ericsson Empire Award» як «Найкраща британська актриса». Товариство онлайн-критиків номінувало картину в категоріях «Найкраща режисура», «Найкращий адаптований сценарій (Джим Ульс)», «Найкращий актор (Едвард Нортон)» і «Найкращий монтаж». Попри те, що фільм не завоював жодної з нагород, Товариство включило його до списку десяти найкращих стрічок 1999 року.
2004 і 2006 року «Бійцівський клуб» обрали читачі журналу «Емпайр» до переліку 100 найкращих фільмів усіх часів (дев'яте і восьме місця відповідно).

### Культурний вплив
«Бійцівський клуб» вважається однією з найбільш суперечливих і обговорюваних кінострічок 1999 року. Фільм сприйняли як провіщення нової ери політичної думки в американському суспільстві. Разом з іншими видатними картинами 1999 року («Магнолія», «Бути Джоном Малковичем» і «Три королі»), «Бійцівський клуб» визнали взірцем новаторства кінематографічної форми та стилю. Після виходу DVD, фільм набув статусу «культового». Успіх картини також сприяв підживленню цікавості до роману-основи.
Після виходу фільму в США почали з'являтися реальні бійцівські клуби (наприклад, «Gentleman's Fight Club» у Менло-Парк (Каліфорнія), члени якого були здебільшого працівниками індустрії високих технологій). Діти і підлітки в штатах Техас, Нью-Джерсі, Вашингтон і Аляска також об'єднувалися у бійцівські клуби, розміщуючи в Інтернеті відеозаписи своїх бійок, що згодом призвело до розпуску клубів на вимогу влади. 2006 року учасник одного з клубів в Арлінгтоні (Техас) зазнав тяжких тілесних пошкоджень, і продаж DVD з записом його побиття призвів до арешту шістьох підлітків.
Численні санкціоновані та несанкціоновані клуби виникали і виникають також в Україні.